# 热姆·恰尔科夫斯基
热姆·恰尔科夫斯基（英語：Jaime Czarkowski，2003年12月5日—），加拿大、美国女子花样游泳运动员，2023年世界游泳锦标赛集体技巧自选银牌得主和集体技术自选铜牌得主、2023年泛美运动会集体银牌得主、2024年夏季奥林匹克运动会集体银牌得主。